# BMW R 67/2

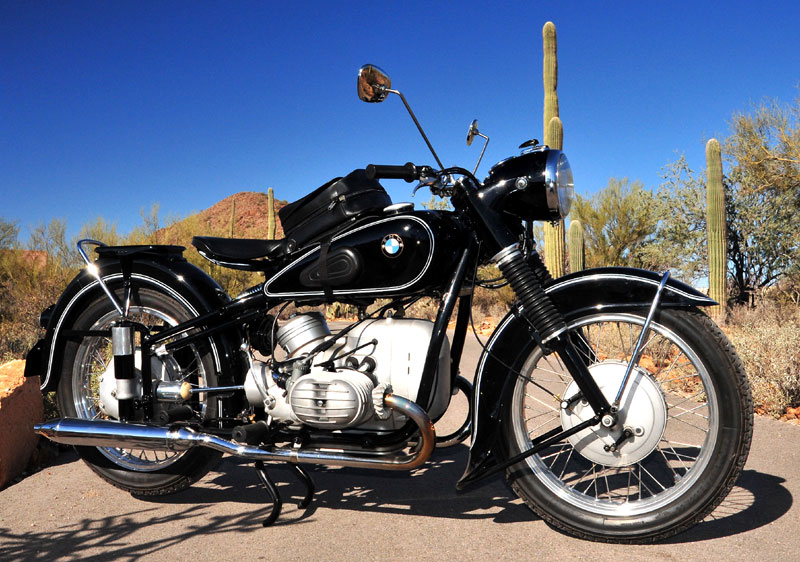
BMW R67/3 in Tucson, Arizona

Die BMW R 67 ist ein seitenwagentaugliches Zweizylinder-Motorrad der Bayerischen Motoren Werke mit 600 cm³ Hubraum und 19,5 kW (26 PS) Nennleistung. Sie war bei ihrem Erscheinen im Februar 1951 zusammen mit dem 500-cm³-Parallelmodell BMW R 51/3 die erste wesentliche BMW-Motorrad-Neuentwicklung nach dem Zweiten Weltkrieg; das 1950 produzierte Modell R 51/2 hatte noch den Vorkriegsmotor mit zwei kettengetriebenen Nockenwellen. Nach 1470 produzierten Exemplaren der R 67 kam im Dezember 1951 die in der Nennleistung um 2 PS gesteigerte R 67/2 heraus; sie wurde bis 1954 4234-mal hergestellt und war bis zum Erscheinen des 35-PS-Sportmodells BMW R 68 das schnellste deutsche Tourenmotorrad.
Zum typischen Erscheinungsbild der R 67 gehörten die sogenannten „Fischschwanz“-Auspufftöpfe, die im Rahmen der Modellpflege im Baujahr 1954 verschwanden. Die R 67 und R 67/2 wurden – begünstigt durch den guten Drehmomentverlauf – überwiegend mit Beiwagen, die R 51/3 häufig auch solo gefahren.
Indirekte Vorgänger der R 67 waren das seitengesteuerte („SV“) 600er Vorkriegs-Modell BMW R 6 und die sportliche OHV-600er BMW R 66 (1938–1941).

## Konstruktionsmerkmale

### Motor
Der Motor ist wie bei den Vorgängermodellen ein längs eingebauter Zweizylinder-Boxer-Viertakt-Motor mit außen über den Zylindern in verchromten Schutzrohren laufenden Stoßstangen, die die hängenden Ventile über Kipphebel im Zylinderkopf betätigen. Die Kipphebel sind wie die beiden Pleuel in Bronzebuchsen gelagert. Die zentrale Nockenwelle wird über einen im Ölbad laufenden Zahnradsatz von der Kurbelwelle angetrieben. Die Ölpumpe ist eine einfache Zahnradpumpe hinter dem vorderen Gehäusedeckel und wird von den Stirnrädern durch Untersetzung angetrieben.
Das Verdichtungsverhältnis des R-67-Motors beträgt 5,6 : 1, das des R-67/2- und R-67/3-Motors 6,5:1.

### Zündung und Lichtmaschine
Auf dem vorderen Kurbelwellenstumpf sitzt hinter dem Aluminium-Lichtmaschinendeckel die spritzwasserdicht gekapselte 45/60W-Gleichstrom-Lichtmaschine mit Laderegler. Auf dem hinteren Kurbelwellenstumpf sitzt die schwere Schwungscheibe (mit im Schauloch einsehbarer Zündeinstellmarkierung), die die Einscheibentrockenkupplung aufnimmt. Die Zündanlage ist keine Batteriezündung, sondern ein Magnetzünder mit Fliehkraftverstellung, von der Nockenwelle angetrieben. Das Motorrad kann demnach auch mit leerer bzw. ohne Batterie fahren, da der Zündstrom unabhängig erzeugt wird. Der Bleiakkumulator ist ungekapselt auf einem Halter unter dem Sattel befestigt.

### Getriebe
Das Getriebe Typ 250/4 basiert auf der seit 1936 gebauten Version für die BMW R 5, es ist ein klauengeschaltetes Zweiwellen-Vierganggetriebe mit Ruckdämpfer und nur für den 4. Gang schrägverzahnten Zahnrädern. Die Eingangswelle läuft mit Kurbelwellendrehzahl, die Abtriebswelle mit Kardanwellendrehzahl. Das Getriebe wird mit dem Fuß auf der linken Seite geschaltet, erster Gang untenliegend. Schaltautomat und Übersetzung entsprechen im Wesentlichen den baugleichen Getrieben der anderen Zweizylindermodelle der Nachkriegszeit mit Geradwegfederung. Alle verwendeten Lager sind Normteile und heute noch erhältlich. Ein Schwachpunkt des Getriebes ist der Verschleiß der beiden Schaltscheiben für den 1./2. und 3./4. Gang, was sich in unter Last herausspringenden Gängen äußert. Die Kupplung wird mit Axiallager über eine Druckstange betätigt, die durch die hohle Getriebehauptwelle verläuft. Dieses Modell hat den klassisch geschwungenen verchromten Kickstarterhebel. Am Viergang-Getriebe befindet sich auf der rechten Seite des Kraftrades zusätzlich noch ein Handschalthebel, mit dem die Gänge manuell geschaltet werden können. Grund war vermutlich eine Erleichterung für das Finden des Leerlaufs im Stand. Probleme der Kupplungskonstruktion sind die relativ schwachen sechs Druckfedern und dünn ausgelegte Druckscheiben, die zum Verzug und dadurch rutschender Kupplung neigten. Deutliche Verbesserung brachte erst die Neukonstruktion der Kupplung der R50/60-Baureihe, die diese Schwachpunkte durch eine Tellerfeder und deutlich standfestere Druckplatte beseitigte (seinerzeit sinnvoller und beliebter Umbau). Konstruktiv problematisch war auch die Lage des Kupplungsausrückhebels neben der Hardyscheibe, und die bei frühen Modellen noch fehlende Abdeckung der Hardyscheibe.

### Vergaser, Luftfilter
Die beiden Vergaser sind klassische 24-mm-Bing-Schwimmerkammervergaser mit konischer Nadel im Rundschieber. Das Nass-Luftfilterelement sitzt auf dem Getriebegehäuse. Die Verbindung der verchromten Ansaugrohre zwischen Luftfilter und Vergaser stellen Gummistutzen her, die am Vergaser angebracht sind. Der Luftfilter sitzt auf dem Getriebegehäuse eingelassen. Er ist aus einem Stahlnetz hergestellt, das mit Öl getränkt wird, an dem der Staub sich beim Ansaugen der Luft festsetzt.

### Antrieb
Der Antriebsstrang erfordert am Getriebeausgang ein elastisches Drehmoment-Übertragungselement. Dazu ist eine schwarze Gummi-Vierlochscheibe (Hardyscheibe) am Zweifingerflansch des Getriebes aufgeschoben, die das Drehmoment der Getriebeausgangswelle auf die Zweifingeraufnahme der Kardanwelle überträgt. Diese Hardyscheibe ist mit einem Chromring bestückt. Die Kardanwelle zum Hinterrad ist verchromt und freilaufend; sie ist mit einem Kardangelenk am Winkelgetriebe im Alugusskorpus befestigt. Das Umlenkgetriebe ist ein Winkelgetriebe mit Klingelnberg-Verzahnung und 90° Umlenkung. Die Zahnräder des Umlenkgetriebes laufen in einem speziellen Schwergetriebeöl für hohe Flankenpressungen (Hypoidöl). Schwachpunkt dieses Achsantriebs war, wie bei allen anderen Zweizylindermodellen mit Geradwegfederung, die im Durchmesser zu kleine und zu schwach ausgelegte Mitnehmerverzahnung für das Hinterrad, was zu hohem Verschleiß auch der Hinterradnabe führte. Ebenso problematisch war das unzureichend abgedichtete und wartungsintensive Kreuzgelenk. Die R50/R60-Baureihe brachte auch hier wesentliche Verbesserungen.
Hinterachsübersetzungen R 67 und R 67/2: 32:9 solo, 35:8 Gespann.

### Räder
Die Duplexbremsen der R 67/2 wurden zunächst als Stahl-Halbnabenbremsen und ab 1954 als breite Aluminium-Vollbremsnaben gebaut. Gegenüber dem Vorgängermodell R 67 von 1951 mit Simplexbremse brachte diese Änderung der Vorderradbremse eine erhebliche Verbesserung der Verzögerungswerte. Zusammen mit dem Übergang zu Aluminium-Vollnabenrädern wurden auch die Bremsankerplatte leicht geändert und die Bremsbacken um 5 mm verbreitert (R 67/2 und R 51/3). Der Übergang zu Aluminiumnaben führte auch zu leicht geändertem Gusskörper des Achsantriebgehäuses und der vorderen Bremsankerplatte. Im Gespannbetrieb wurden die älteren Stahlnaben mit Doppeldickend-Speichen bevorzugt.

## BMW R 67/3
Nur für etwa ein Jahr lieferte BMW um 1955/1956 herum noch 700 Gespanne unter der Bezeichnung R 67/3, die auf dem Baumuster R 67/2 basieren. Parallel wurden schon Solo-Maschinen der Nachfolgemodelle R 50 und R 69 mit Vollschwingen (vorn und hinten) verkauft. 1956 dann kam mit ein wenig Verzögerung auch die Vollschwingen-600er R 60 heraus – und der Bau der Geradweg-BMWs endete mit der R 67/3.

## Unterscheidung, Originalität
Man erkennt und unterscheidet die ersten Nachkriegs-BMWs an Zylinderkopf-Deckeln und Zylindern:
- Das erste Tourenmodell R 51/2 hat die markanten Bügel auf den Einzel-Deckeln der Zylinderköpfe.
- Das Sportmodell R 68 hat nur zwei Rippen auf dem länglichen Deckel,
- die Tourenmodelle R 51/3 und R 67 (/2, /3) haben sechs Deckel-Rippen.
- Das 600er Tourenmodell R 67 (/2, /3) hat an den Zylindern markante „Finnen“, kleine Kühlrippen-Verlängerungen,
- und hat aufgrund des längeren Hubs jeweils eine Kühlrippe mehr als das 500er Modell.

Im Wesentlichen wurden diese neu konzipierten Motoren auch bei den Nachfolgemodellen („Vollschwingen“) beibehalten, jedoch wurden Details geändert wie die Schwungscheiben (von sechs Wendelfedern in der Kupplung bei den „Geradweg“-Modellen auf eine Tellerfeder bei den „Vollschwingen“), und die Kolbenbolzen von 18 mm auf 20 mm vergrößert. Die Motoren-Befestigungsart jedoch blieb baureihen-übergreifend gleich mit dem Motorbolzen-Abstand von 193 mm, und die Getriebeverflanschung aller Motoren von 1936 bis 1969 ist ident. Teils passen sogar Bauteile der russischen Ableitungen der BMW-Motorräder, Ural und Dnepr, insbesondere wird bei Getrieben und Rahmen mitunter „russisch umgebaut“.
Motoren und Getriebe lassen sich recht frei hin und her bauen, was andererseits auch immer Argwohn betreffend Originalität mit sich bringt – ob alles dem Auslieferungszustand entspricht, ist ein eminent wertbildender Faktor.

## Technische Daten der R 67/2
- Zweizylinder-Viertaktmotor
- Bohrung 72 mm, Hub 73 mm, Hubraum 590 cm³
- Leistung 20,6 kW / 28 PS bei 5600/min (R 67: 26 PS bei 5500/min)
- Höchstgeschwindigkeit Solo etwa 140–150 km/h, Gespann etwa 100–110 km/h
- Verbrauch etwa 4–5 l/100 km Solo, 5–8 l/100 km Gespann
- Leergewicht fahrfertig 192 kg
- Reifen 3,50 × 19 Zoll
- Reifen hinten bei 67/3 mit BMW Spezial Seitenwagen 4.00 × 18 Zoll
- größte Breite 790 mm
- größte Länge 2150 mm
- Sattelhöhe 725 mm
- Bodenfreiheit 103 mm
- Radstand 1400 mm
- zulässiges Gesamtgewicht solo 355 kg
- zulässiges Gesamtgewicht als Gespann 600 kg